# Margaret of Connaught

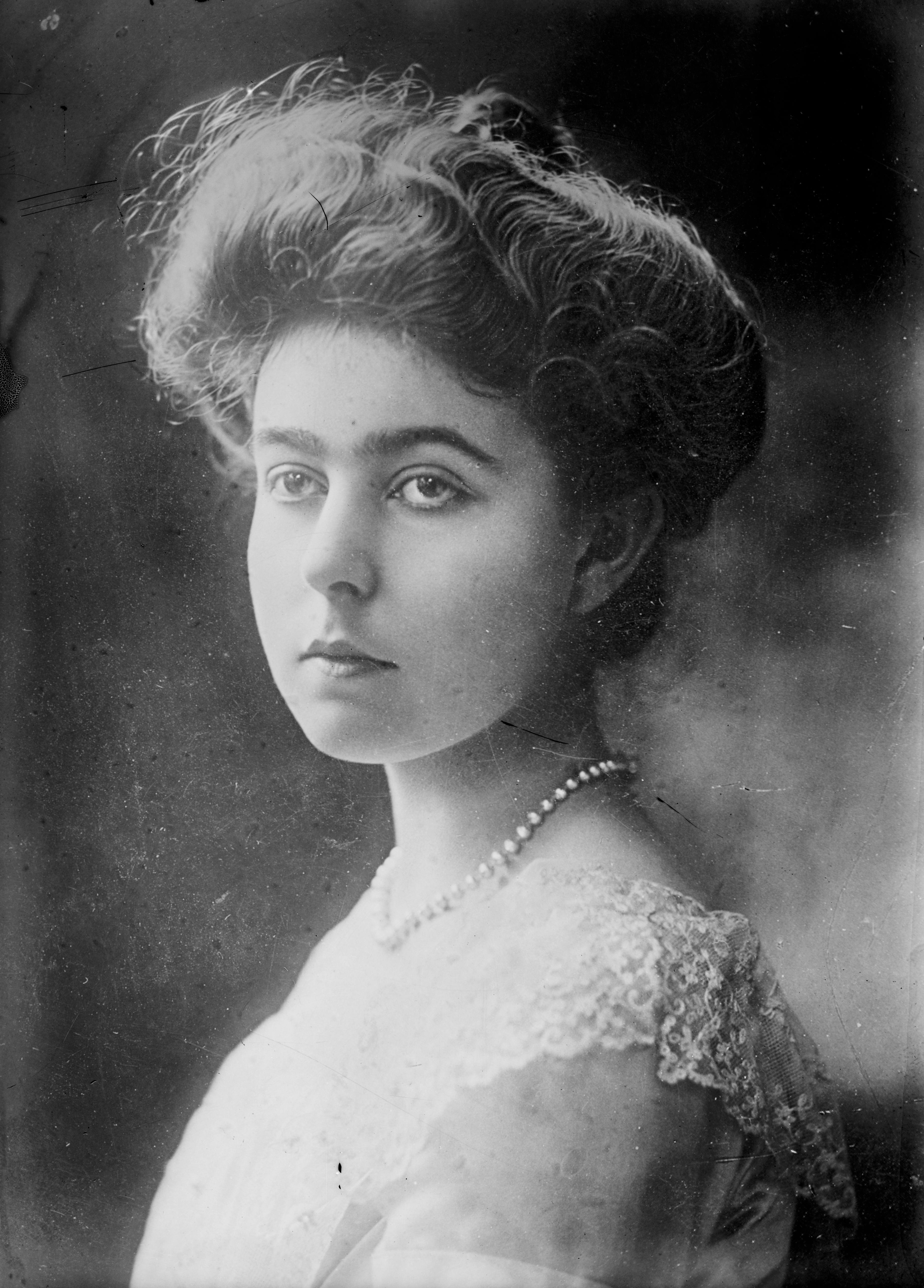
Prinzessin Margaret, um 1905

Prinzessin Margaret Victoria Charlotte Augusta Norah of Connaught VA CI DJStJ (* 15. Januar 1882 in Bagshot Park, Surrey; † 1. Mai 1920 in Stockholm, Schweden) war ein Mitglied der britischen Königsfamilie, aus dem Haus Sachsen-Coburg und Gotha, und durch ihre Heirat mit dem späteren König Gustav VI. Adolf Kronprinzessin von Schweden sowie Herzogin von Schonen. Darüber hinaus ist sie die Großmutter des schwedischen Königs Carl XVI. Gustaf und Urgroßmutter des dänischen Königs Frederik X.

## Abstammung und frühes Leben

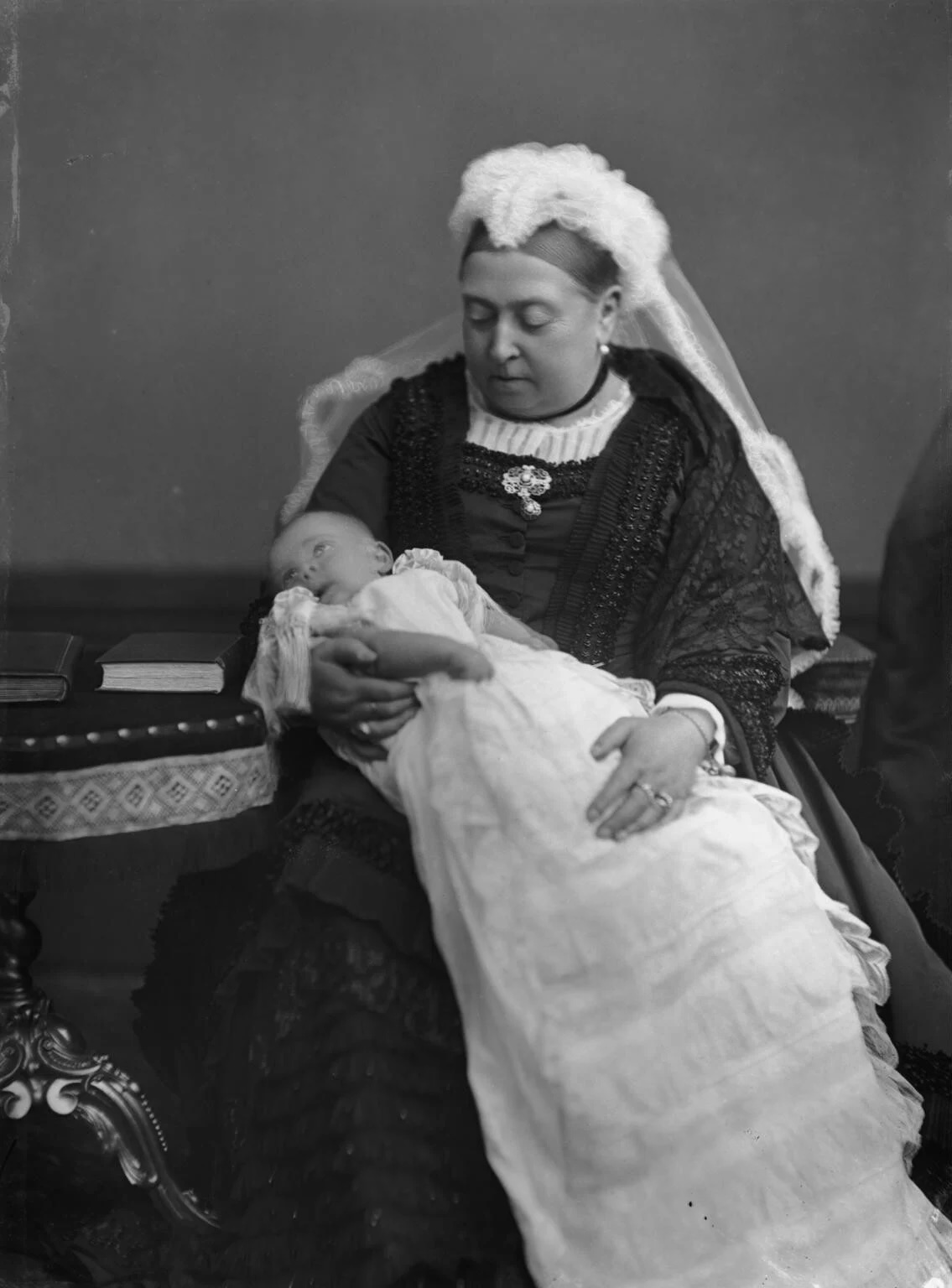
Margaret of Connaught auf dem Arm ihrer Großmutter Königin Victoria (1882)

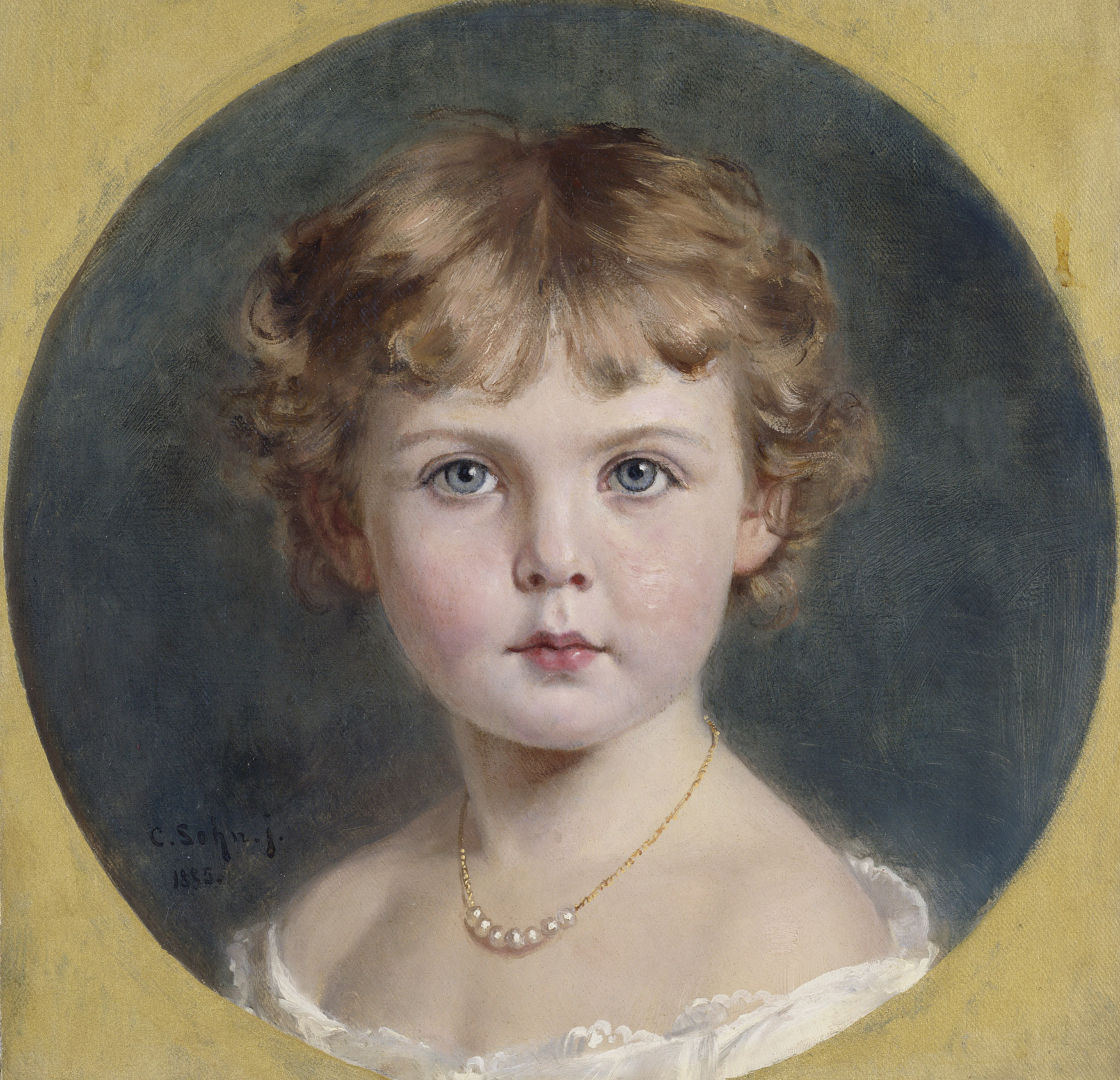
Margaret of Connaught, von Karl Rudolf Sohn (1885)

Am 15. Januar 1882 als Margaret Victoria Charlotte Augusta Norah in Bagshot Park in Surrey geboren, war Prinzessin Margaret of Connaught die älteste Tochter des Prinzen Arthur, 1. Duke of Connaught and Strathearn (1850–1942), und seiner Gattin Prinzessin Luise Margareta von Preußen (1860–1917), Tochter des Feldmarschalls Prinz Friedrich Karl und der Prinzessin Maria Anna von Anhalt-Dessau. Ihre Großeltern väterlicherseits waren die britische Königin Victoria und deren Prinzgemahl Albert von Sachsen-Coburg und Gotha.
Prinzessin Margaret wurde am 11. März 1882 in der Privatkapelle von Windsor Castle durch den Erzbischof von Canterbury, Archibald Campbell Tait, getauft. Als Taufpaten fungierten ihre Großmutter Königin Victoria, ihr Urgroßonkel Kaiser Wilhelm I. von Preußen (vertreten durch den deutschen Botschafter Graf Georg Herbert zu Münster), Kaiserin Augusta, ihre Tante die Kronprinzessin Victoria von Preußen (vertreten durch deren Schwester Prinzessin Helena), ihre Großeltern mütterlicherseits, Prinz Friedrich Karl von Preußen und seine Frau Maria Anna (vertreten durch den Duke of Edinburgh und Prinzessin Beatrice) sowie ihr Onkel der Prince of Wales und spätere König Eduard VII. Als Enkelin von Königin Victoria trug sie von Geburt an den Titel Her Royal Highness The Princess Margaret. Innerhalb der Familie wurde sie Daisy gerufen.
Von Hauslehrern unterrichtet erhielt Prinzessin Margaret eine besondere Ausbildung in Ölmalerei durch die französische Impressionistin Madeleine Fleury. Ihre heute in der schwedischen königlichen Sammlung aufbewahrten Landschaftsgemälde werden von schwedischen Kunsthistorikern hoch geschätzt. Als Brautjungfer fungierte sie am 6. Juli 1893 bei der Hochzeit des künftigen britischen Königs Georg V. und Maria von Teck. Im März 1898 fand ihre Konfirmation in der Privatkapelle von Windsor Castle statt.

## Brautwerbung und Heirat

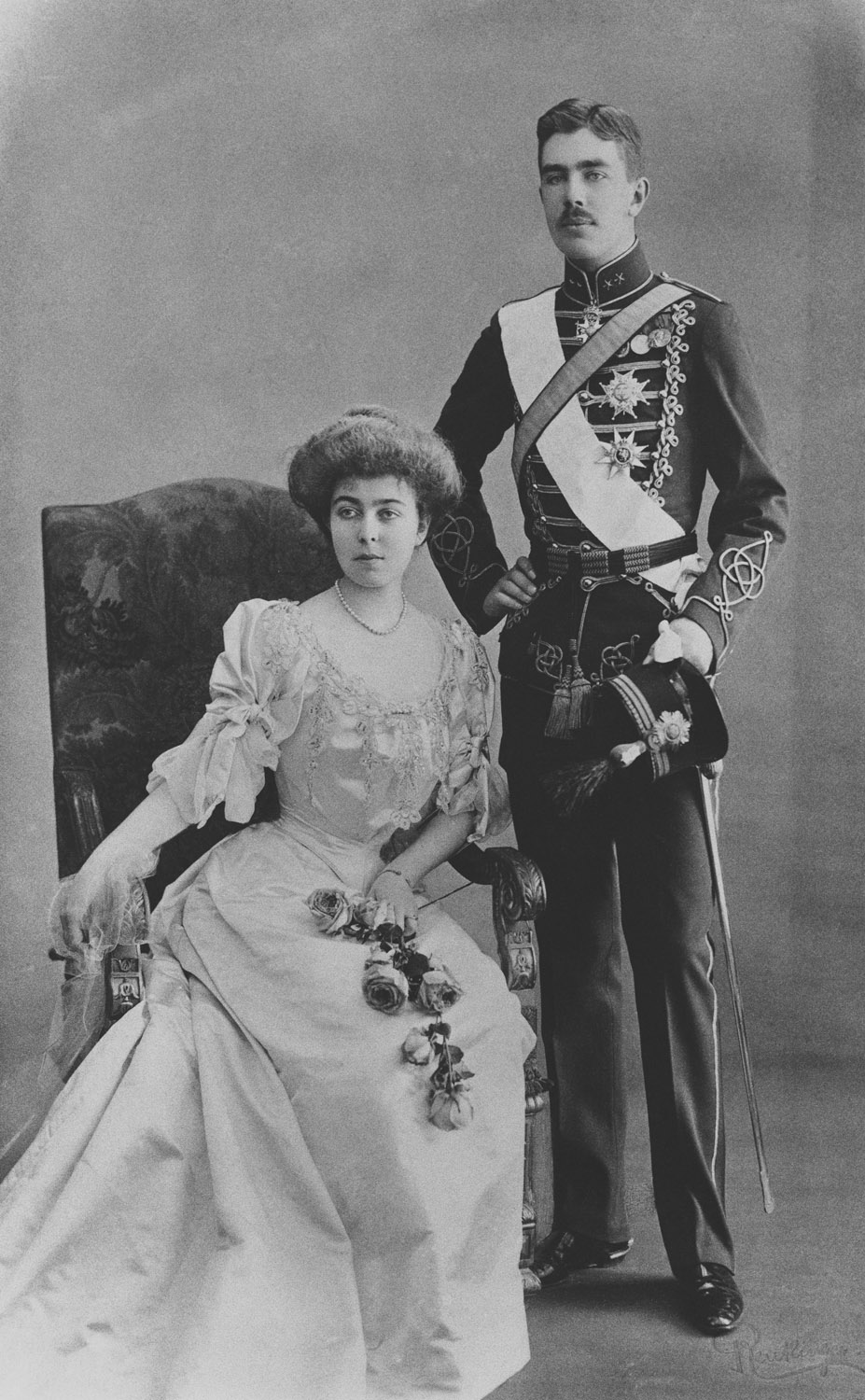
Kronprinzenpaar von Schweden, 1907

Prinzessin Margaret und ihre jüngere Schwester Patricia wurden Anfang des 20. Jahrhunderts zu den schönsten Prinzessinnen Europas gezählt. Deren Onkel, König Edward VII., wollte sie gern mit europäischen Königen oder Kronprinzen verheiraten. So reiste die herzogliche Familie Connaught im Januar 1905 nach Portugal, wo sie vom Königspaar Karl I. und Amélie empfangen wurde. Die beiden Söhne Karls I., der Kronprinz Ludwig Philipp (1887–1908) und sein jüngerer Bruder Prinz Manuel (1889–1932), kamen als Ehekandidaten für die beiden jungen britischen Prinzessinnen in Frage, und der portugiesische Hof rechnete damit, dass eine dieser Prinzessinnen portugiesische Königin würde. Anschließend reisten die Connaughts nach Spanien und wurden hier vom jungen König Alfons XIII. empfangen. Doch keine der Heiratserwartungen erfüllte sich.
Die Familie Connaught setzte ihre Reise nach Ägypten und in den Sudan fort. In Kairo traf sie Gustav Adolf (1882–1973), den ältesten Sohn des schwedischen Kronprinzen und späteren Königs Gustav V. und der Prinzessin Viktoria von Baden. Gustav Adolf befand sich damals auf einer Studienreise zu den Pharaonengräbern. Ursprünglich war an Margarets Schwester Patricia als Braut Gustav Adolfs gedacht, doch sollen sich dann Margaret und der schwedische Prinz auf den ersten Blick ineinander verliebt haben. Margarets Eltern waren mit der geplanten Eheverbindung ihrer Tochter sehr zufrieden.
Am 15. Juni 1905 fand dann die Hochzeit der 23-jährigen Margaret und des zehn Monate jüngeren Gustav Adolf in der St.-Georgs-Kapelle auf Windsor Castle statt. Die Frischvermählten verbrachten ihre Flitterwochen in Irland und trafen am 8. Juli 1905 in Schweden ein. Zu Margarets Hochzeitgeschenken zählte die Connaught-Tiara, die sich heute in der schwedischen königlichen Juwelensammlung befindet.

## Nachkommen

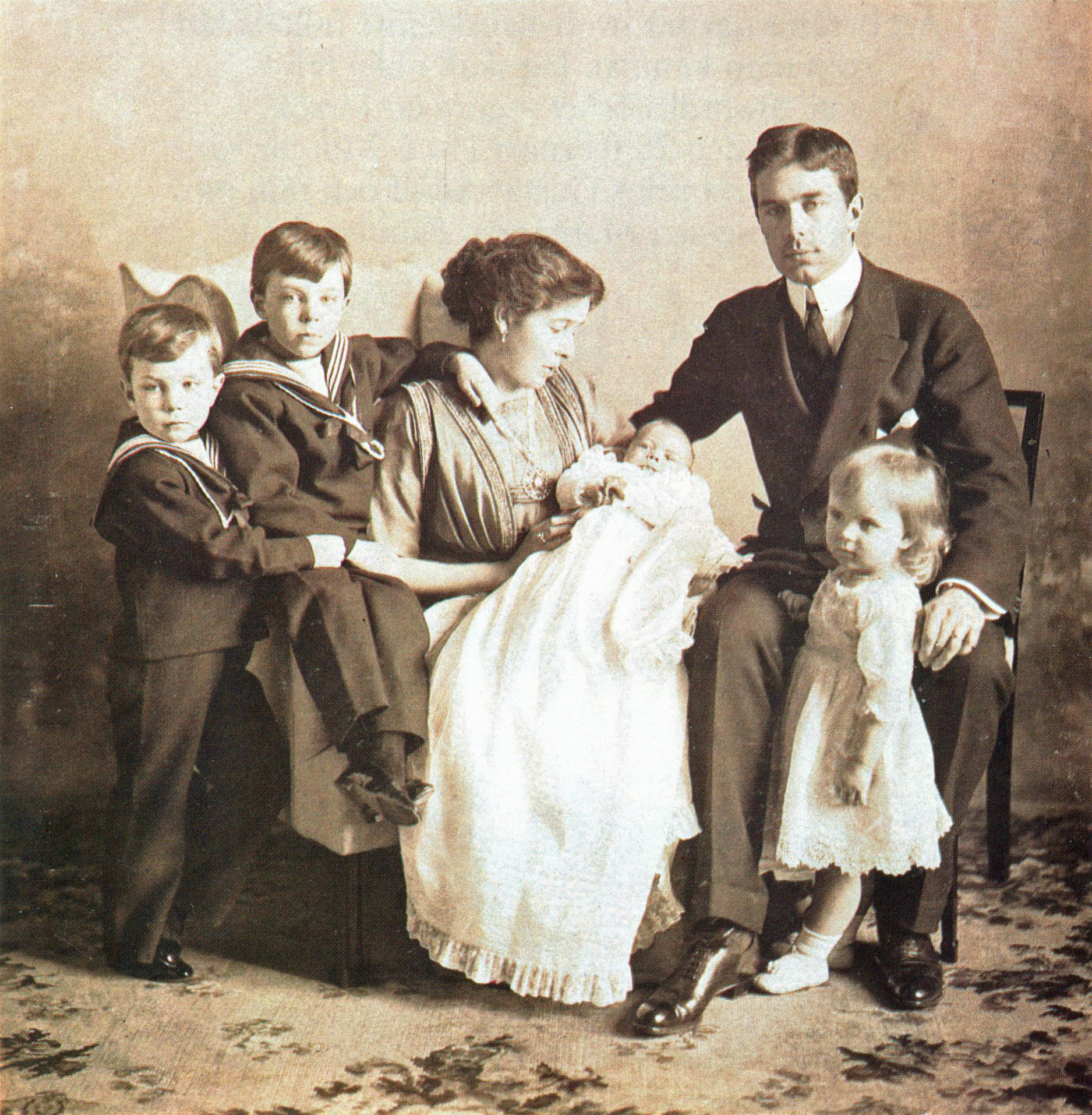
Gustav VI. Adolf und seine Frau Margaret, die vier Kinder sind (von links nach rechts): Sigvard, Gustav Adolf, Bertil und Ingrid (Foto 1912)

Die Ehe von Prinzessin Margaret und Gustav Adolf galt als sehr glücklich, aus der gemeinsamen Verbindung gingen fünf überlebende Kinder hervor:
- Gustaf Adolf Oscar Fredrik Arthur Edmund (* 22. April 1906; † 26. Januar 1947), Herzog von Västerbotten ⚭ 1932 Prinzessin Sibylla von Sachsen-Coburg und Gotha (1908–1972)
- Sigvard Oscar Fredrik (* 7. Juni 1907; † 4. Februar 2002), Graf von Wisborg

⚭ 1934 (geschieden 1943) Erika Maria Patzek (1911–2007)
⚭ 1943 (geschieden 1961) Sonja Christensen Robbert (1909–2004)
⚭ 1961 Gullan Marianne Lindberg (1924–2025)
- Ingrid Victoria Sofia Louise Margareta (* 28. März 1910; † 7. November 2000) ⚭ 1935 König Frederik IX. von Dänemark (1899–1972)
- Bertil Gustav Oskar Carl Eugén (* 28. Februar 1912; † 5. Januar 1997), Herzog von Halland ⚭ 1976 Lillian May Davies (1915–2013)
- Carl Johan Arthur (* 31. Oktober 1916; † 5. Mai 2012), Graf von Wisborg

⚭ 1946 Elin Kerstin Margaretha Wijkmark (1910–1987)
⚭ 1988 Gräfin Gunnila Märtha Louise Wachtmeister af Johannishus (1923–2016)

## Kronprinzessin

Wappen Margarets als Kronprinzessin von Schweden

In Schweden wurde Prinzessin Margaret offiziell „Margareta“ genannt, familienintern aber nach wie vor „Daisy“. Nach der Ankunft in ihrer neuen Heimat war sie am prodeutsch gesinnten schwedischen Hof nicht sonderlich willkommen, fand aber beim einfachen Volk rasch einigen Anklang. Sie erhielt Unterricht zum Erlernen der Landessprache und konnte nach zwei Jahren bereits recht gut Schwedisch sprechen. Auch bat sie darum, in der schwedischen Geschichte und Wohlfahrtspflege unterwiesen zu werden. Sie trat während ihrer ersten Jahre in Schweden sehr ernst und zurückhaltend auf und wurde deshalb als steif betrachtet, doch änderte sich ihre öffentliche Wahrnehmung u. a. durch ihr großes Interesse an Sport, bei dessen Ausübung sie sich zwangloser gab. Im Winter ging sie Skifahren und Eislaufen, während sie die Sommermonate für Tennis- und Golfspielen nutzte. Sie stand auch mit mehreren Verwandten in Briefkontakt.
Die kunstinteressierte, im Dezember 1907 zur schwedischen Kronprinzessin aufgestiegene Margaret malte nicht nur selbst, sondern fotografierte auch gern, nahm Gesangsunterricht und zeigte einen Hang für Gartengestaltung. Sie und ihr Gatte hatten das Schloss Sofiero als Hochzeitsgeschenk erhalten, wo sie sich oft im Sommer aufhielten und um die dortigen, im englischen Stil gehaltenen Gärten intensiv bemühten. Zu diesem Thema verfasste Margaret 1915 das Buch Vår trädgård på Sofiero („Unser Garten in Sofiero“) sowie 1917 Från blomstergården („Aus dem Blumengarten“), welche Werke mit ihren eigenen Zeichnungen und Fotografien illustriert waren und zugunsten von Haushaltsschulen mit Kinderbetreuung verkauft wurden. Margaret zeigte sich ferner für die Förderung der Lehrerausbildung sowie von Blinden sehr geneigt.
Während des Ersten Weltkriegs konnte Margaret im deutschfreundlich gesinnten Schweden ihre probritische Haltung nicht offen zeigen und ihre Familie in England nicht einmal nach dem Tod ihrer Mutter im März 1917 besuchen. Sie gründete in Schweden eine Schneidervereinigung zur Unterstützung des Roten Kreuzes. Diese Vereinigung wurde Kronprinsessans Centralförråd för landstormsmäns beklädnad och utrustning („Das Zentrallager der Kronprinzessin für Bekleidung und Ausrüstung der Landwehr“) genannt und sollte die schwedischen Streitkräfte mit geeigneter Unterwäsche ausstatten. Als die Paraffinvorräte zur Neige gingen, initiierte sie eine Kerzensammlung, und im November 1917 entwarf sie einen Plan zur Ausbildung von Mädchen in der Landarbeit. Sie fungierte auch als Unterstützerin für durch den Krieg getrennte Familien. Mit ihrer Hilfe wurden private Briefe und Ersuchen zur Aufspürung Vermisster weitergeleitet. Ferner setzte sie sich europaweit für Kriegsgefangene, insbesondere britische Staatsbürger, ein, indem sie ihnen etwa Essenspakete übersenden ließ. 1917 organisierte die Prinzessin die Margaretainsamlingen för de de fattiga („Margaretas Spendensammlung für Arme“). Wegen ihrer Aktivitäten war sie in britischen Regierungskreisen hochangesehen.
In der Endphase des Kriegs stand die Kronprinzessin – im Gegensatz zu ihren königlichen Schwiegereltern – der Ergreifung der letzten Schritte zur Herstellung der vollständigen Demokratie in Schweden positiv gegenüber und beeinflusste ihren Gatten, den Kronprinzen, in diesem Sinn. Ihre Haltung dürfte zum Abbau der Spannungen und zur Bewahrung der schwedischen Monarchie maßgeblich beigetragen haben.

## Tod
Dreißig Jahre vor der Thronbesteigung ihres Gatten starb Kronprinzessin Margareta plötzlich am 1. Mai 1920 im königlichen Palast von Stockholm an den Folgen einer Blutvergiftung, die sie sich nach der Operation einer verschleppten Mittelohrentzündung (Mastoiditis) zugezogen hatte. Die erst 38-Jährige war zu diesem Zeitpunkt mit ihrem sechsten Kind im achten Monat schwanger und wurde nach ihrem Tod auf dem Friedhof Haga bestattet. Sie hatte testamentarisch verfügt, dass sie in keiner Kirche begraben werden wolle.

## Titulatur
- 1882–1905 Ihre Königliche Hoheit Prinzessin Margaret von Großbritannien und Irland, Prinzessin von Sachsen-Coburg und Gotha, Prinzessin von Connaught und Strathearn
- 1905–1907 Ihre Königliche Hoheit Prinzessin Margareta von Schweden und Herzogin von Skåne
- 1907–1920 Ihre Königliche Hoheit Kronprinzessin Margareta von Schweden

## Orden und Ehrenzeichen
- Mitglied zweiter Klasse des Royal Order of Victoria and Albert (VA)
- Companion des Order of the Star of India (CI)
- Dame of Justice des Order of Saint John (DJStJ)